# Aldo Donati
Pour les articles homonymes, voir Donati.
Aldo Donati, né le 29 septembre 1910 à Budrio et mort le 3 novembre 1984, est un footballeur italien évoluant au poste de milieu de terrain.

## Carrière
Donati évolue durant toute sa carrière en Italie, de 1929 à 1937 à l'AGC Bologne, puis de 1937 à 1943 à l'AS Rome, avant de rejoindre l'Inter Milan où il ne joue que deux matchs. Il fait partie du groupe italien vainqueur de la Coupe du monde de football de 1938. Il ne joue cependant aucun match.

## Palmarès
- Vainqueur de la Coupe du monde de football de 1938 avec l'équipe d'Italie de football
- Vainqueur de la Coupe Mitropa 1932 et de la Coupe Mitropa 1934 avec l'AGC Bologne.
- Vainqueur du Championnat d'Italie de football 1935-1936 et du Championnat d'Italie de football 1936-1937 avec Bologne et du Championnat d'Italie de football 1941-1942 avec l'AS Rome.